# Chris Benoit
Christopher Michael Benoit (21 de maig de 1967 - 24 de juny de 2007), va ser un lluitador professional canadenc, que va treballar a l'empresa World Wrestling Entertainment (WWE) des del 1985 al 2007. Segons l'informe de la policia Benoit va matar la seva dona i el seu fill i posteriorment es va suïcidar. Els motius del doble assassinat encara no s'han aclarit. Poc després de coneixe's la seva mort, la WWE li va rendir un homenatge de tres hores,un cop es va saber el que va passar, la WWE va decidir no mencionar-lo més.